# Carl-Philipp Sassenrath
Carl-Philipp Sassenrath (* 26. Februar 1990 in Neuss) ist ein deutscher Politiker der CDU und seit 2025 Mitglied des Deutschen Bundestages.

## Leben
Nach dem Abitur am Quirinus-Gymnasium Neuss leistete Carl-Philipp Sassenrath von 2008 bis 2009 ein Freiwilliges Soziales Jahr. Von 2009 bis 2014 absolvierte er dann ein Jurastudium in Heidelberg und Münster, das er mit der ersten juristische Staatsprüfung abschloss. Ab 2015 war er Doktorand am Bonner Institut für Völkerrecht, von 2015 bis 2017 Wissenschaftlicher Mitarbeiter im Arbeitsbereich für Staats- und Verwaltungsrecht mit internationalen Bezügen der FU Berlin. In den Jahren 2017 bis 2019 leistete er sein Referendariat beim Bundeskanzleramt, Auswärtigen Amt und einer Wirtschaftskanzlei, das er mit der zweiten juristische Staatsprüfung abschloss.
Ab 2020 war er Beamter im Bundeswirtschaftsministerium  und zuständig für KI, Daten und Innovationen und tätig im Leitungsstab des Bundesgesundheitsministeriums; von 2022 bis 2025 war er Fraktionsreferent für Wirtschaft, Klima und Energie, Mittelstand und Tourismus bei der CDU/CSU-Fraktion im Deutschen Bundestag.

## Politik
Im Jahr 2008 trat Sassenrath der CDU und der Jungen Union bei. Von 2009 bis 2011 war er Mitglied im Parteivorstand der CDU Neuss. Von 2015 bis 2018 war er stellvertretender Bundesvorsitzender der Jungen DGAP in der Deutschen Gesellschaft für Auswärtige Politik; 2019 bis 2021 Chefredakteur des Magazins Civis mit Sonde.
Bei der Bundestagswahl 2025 zog er für den Bundestagswahlkreis Neuss I als direkt gewählter Abgeordneter in den Deutschen Bundestag ein.  Im 21. Deutschen Bundestag ist Sassenrath ordentliches Mitglied im Ausschuss für Recht und Verbraucherschutz und im Verkehrsausschuss sowie stellvertretendes Mitglied im Ausschuss für wirtschaftliche Zusammenarbeit und Entwicklung, im Haushaltsausschuss und im Ausschuss für die Angelegenheiten der Europäischen Union.